# Palaeozana mida
Palaeozana mida là một loài bướm đêm thuộc phân họ Arctiinae, họ Erebidae.